# Catharus bicknelli
El zorzal de Bicknell o tordo de Bicknell (Catharus bicknelli) es una especie de ave migratoria de la familia Turdidae, que anida en Canadá y Estados Unidos e hiberna en Cuba, Haití, Jamaica, República Dominicana y otras islas de las Antillas.

## Descripción
Mide 16 a 18 cm de longitud y pesa 25 a 30 g. El plumaje del dorso es de color pardo oliváceo, ligeramente rojizo en la cola; el anillo ocular, las mejillas y el cuello son grises, el pecho es pardo oliváceo oscuro con manchas, y el vientre blancuzco con flancos grises. Sus patas son rosadas.

## Hábitat y Distribución
Su hábitat de reproducción es el bosque de coníferas los bosques de coníferas en el sudeste de Quebec, Nueva Escocia y las islas del cielo del norte de Nueva Inglaterra y el estado de Nueva York, por lo general en las elevaciones  sobre 915 m de altitud, principalmente a lo largo de los montes Apalaches.
Migran a las Antillas Mayores, la mayoría a La Española y Cuba y un número menor a Jamaica, Puerto Rico.

## Alimentación
Su dieta está constituida principalmente por insectos, pero también se alimenta de frutos al final del verano y durante la migración. Generalmente busca alimento en el suelo del bosque, pero también captura algunas presas en vuelo y en el follaje de los árboles.

## Reproducción
Las hembras se aparean con más de un macho, lo cual no ocurre en las demás especies de zorzales. Hasta cuatro machoss realizan tareas relacionadas con un mismo nido, en particular la de alimentar los polluelos. El nido suele tener forma de taza voluminosa, cerca del tronco de una conífera. Los polluelos se desarrollan rápido y en 12 días tienen el tamaño de un adulto. 

## Taxonomía
Está estrechamente relacionado con el zorzalito carigris (Catharus minimus), otra especie migratoria, de la cual se consideraba conespecífica. Sin embargo, dejó de considerarse como una subespecie, cuando se comprobaron su comportamientos de reproducción diferenciado y hábitat de anidamiento específico.
Su nombre científico recuerda a Eugenio Bicknell, el ornitólogo aficionado estadounidense, quien descubrió la especie en las montañas Slide (Condado de Úlster, NY), de la cordillera Catskills, en el siglo XIX.